# Санта Марија дел Понте (Л'Аквила)
Санта Марија дел Понте (итал. Santa Maria del Ponte) је насеље у Италији у округу Л'Аквила, региону Абруцо.
Према процени из 2011. у насељу је живело 59 становника. Насеље се налази на надморској висини од 563 м.